# Ore-tétel
A matematika, azon belül a gráfelmélet területén az 1960-ban Øystein Ore norvég matematikus által bizonyított Ore-tétel elégséges feltételt ad gráfban Hamilton-kör létezésére, lényegében azt állítja, hogy elegendően nagy számú éllel rendelkező gráfnak mindig van Hamilton-köre. Specifikusan a tétel a nem szomszédos csúcspárok fokszámainak összegeit vizsgálja: ha bármely nem szomszédos csúcspár fokszámösszege eléri a gráf csúcsainak számát, akkor a gráfnak van Hamilton-köre.

## A tétel megfogalmazása
Ore-tétel (1961): Ha {\displaystyle G} egy {\displaystyle n\geq 3} csúcsú olyan egyszerű gráf, amire teljesül, hogy ha {\displaystyle x,y\in V(G)} nem alkotnak élt (összekötetlenek), és ekkor {\displaystyle d(x)+d(y)\geq n}, akkor {\displaystyle G\ }-ben van Hamilton-kör.

## Bizonyítás
Tegyük fel indirekt, hogy a gráf kielégíti a feltételt, de nincsen benne Hamilton-kör. Ez az ellenpélda gráfunk legyen {\displaystyle G^{'}\ }. Húzzunk be {\displaystyle G^{'}\ }-be további éleket úgy, hogy az új gráf is ellenpélda legyen (továbbra sincs benne Hamilton-kör). Így kapunk egy {\displaystyle G\ } gráfot, ami továbbra is ellenpélda, hisz új élek behúzásával "rossz pontpárt" nem lehet létrehozni, de ha még egy élet akárhogyan behúzunk, akkor már tartalmaz a gráf Hamilton-kört. Biztosan van két olyan pont, hogy {\displaystyle \{x,y\}\notin E(G)}, hiszen egy {\displaystyle n\ } csúcsú teljes gráfban van Hamilton-kör. Ekkor viszont a {\displaystyle G\cup \{x,y\}} gráfban van Hamilton-kör, tehát {\displaystyle G\ }-ben van Hamilton-út. Legyenek a {\displaystyle P} Hamilton-út csúcsai: {\displaystyle v_{1},v_{2},...,v_{n}\ }, és {\displaystyle v_{1}=x\ } és {\displaystyle v_{n}=y\ }. Ha {\displaystyle x\ } szomszédos a {\displaystyle P} út valamely {\displaystyle v_{i+1}\ } pontjával, akkor {\displaystyle y\ } nem lehet összekötve {\displaystyle v_{i}\ }-vel, mert ez esetben ({\displaystyle v_{1},v_{2},...,v_{i},v_{n},v_{n-1},...,v_{i+1},v_{1}\ }) egy Hamilton-kör lenne.

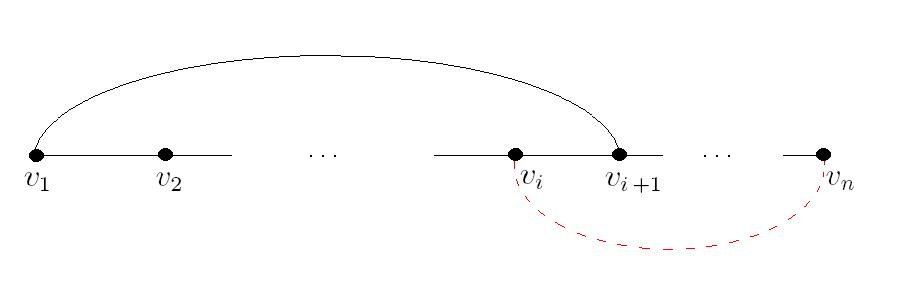
A szaggatottal jelölt él nem lehet éle a gráfnak, mert így egy Hamilton-kört kapnánk

Így tehát {\displaystyle y\ } nem lehet összekötve legalább {\displaystyle d(x)\ } darab ponttal, ezért 
 ami viszont ellentmondás, hiszen {\displaystyle d(y)+d(x)\geq n} volt feltéve.

## A Pósa-tétel és az Ore-tétel kapcsolata

### Állítás
Pósa-tétel {\displaystyle \Rightarrow } Ore-tétel

### Bizonyítás
Azt kell tehát igazolnunk, hogy a Pósa-tétel egy gyengébb feltételből jut ugyanarra a következtetésre (hogy a gráfban van Hamilton-kör), azaz, hogy a Pósa-tételben szereplő feltétel mindig teljesül, ha az Ore-tételbeli feltétel teljesül.
Tegyük fel indirekt, hogy ez nem igaz, azaz létezik olyan {\displaystyle G\ } {\displaystyle n\ } csúcsú egyszerű gráf, hogy teljesül rá az Ore-feltétel, de a Pósa-féle nem: {\displaystyle \exists k<{\frac {n}{2}}}, amire {\displaystyle d_{k}\leq k}. Rögzítsünk le egy ilyen {\displaystyle k\ }-t! Mivel {\displaystyle d_{1}\leq ...\leq d_{k}\leq k<{\frac {n}{2}}}, így a {\displaystyle k\ } darab legkisebb fokszámértékhez tartozó csúcsok közül bármelyik kettő fokszámösszege kisebb, mint {\displaystyle n\ }. Viszont feltettük, hogy az Ore-féle feltétel teljesül, ezért ez azt jelenti, hogy ez a {\displaystyle k\ } csúcs páronként össze van kötve egymással, azaz egy {\displaystyle k\ } csúcsú teljes részgráfot alkotnak. Emiatt viszont – mivel fokszámaik nem nagyobbak {\displaystyle k\ }-nál, de már van {\displaystyle k-1\ } db szomszédjuk – mindegyik legfeljebb egy további csúccsal lehet összekötve a maradék {\displaystyle n-k\ } csúcs közül. Azonban {\displaystyle n-k>k\ } (hiszen {\displaystyle k<{\frac {n}{2}}}) a maradék {\displaystyle n-k\ } csúcs között maradni fog olyan, amelyiknek nincs az előbbi {\displaystyle k\ } csúcs közötti szomszédja. Ennek a csúcsnak mindegyik szomszédja a maradék {\displaystyle n-k\ } csúcs közül fog kikerülni, így a fokszáma maximum {\displaystyle n-k-1\ }. Ezek szerint ezen csúcs és az első {\displaystyle k\ } csúcs bármelyike egyrészt összekötetlen, másrészt fokszámaik összege legfeljebb {\displaystyle k+n-k-1=n-1\ }, ami viszont ellentmond az Ore-féle feltételnek, pedig arról feltettük, hogy teljesül. Ez az ellentmondás bizonyítja az állítást.